# ATC код C07
ATC код C07 -  розділ анатомо-терапевтично-хімічної класифікації лікарських препаратів, що містить засоби для лікування захворювань серцево-судинної системи (код C), а саме блокатори бета-адренорецепторів.

## C07A Бета-блокатори

### C07AA Бета-блокатори, неселективні
C07AA01 Алпренолол
C07AA02 Оксипренолол
C07AA03 Піндолол
C07AA05 Пропранолол
C07AA06 Тімолол
C07AA07 Соталол
C07AA12 Надолол
C07AA14 Mepindolol
C07AA15 Картеолол
C07AA16 Тертатолол
C07AA17 Бодіпролол
C07AA19 Бупранолол
C07AA23 Пенбутолол
C07AA27 Cloranolol
C07AA57 Соталол, комб.

### C07AB Бета-блокатори, селективні
C07AB01 Практолол
C07AB02 Метопролол
C07AB03 Атенолол
C07AB04 Ацебутолол
C07AB05 Бетаксолол
C07AB06 Бевантолол
C07AB07 Бісопролол
C07AB08 Целіпролол
C07AB09 Есмолол
C07AB10 Епанолол
C07AB11 S-атенолол
C07AB12 Небіволол
C07AB13 Талінолол
C07AB52 Метопролол, комб.

### C07AG Альфа- та бета- блокатори
C07AG01 Лабеталол
C07AG02 Карведилол